# Paint Box
„Paint Box“ (též „Paintbox“) je skladba britské rockové skupiny Pink Floyd, která poprvé vyšla v listopadu 1967 jako B strana singlu „Apples and Oranges“. Napsal ji klávesista Rick Wright, který ji také nazpíval.
Píseň je charakteristická Masonovými dlouhými bubenickými mezihrami a protisociálním cítěním textu (Last night I had too much to drink / Sitting in a club with so many fools, česky Minulou noc jsem toho hodně vypil / seděl v klubu s tolika hlupáky). Jedná se první autorskou píseň Ricka Wrighta, kterou napsal pro Pink Floyd a kterou také sám zazpíval. Není doložen žádný koncert, kde by Pink Floyd hráli tuto skladbu (setlisty vystoupení z těchto raných dob skupiny ale nejsou většinou zachované).
Nahrána byla společně se skladbou „Apples and Oranges“ v EMI Studios ve dnech 24., 26. a 27. října 1967. Jako B strana monofonního singlu „Apples and Oranges“ vyšla dne 17. listopadu 1967 pouze ve Spojeném království. Dále byla zařazena na kompilacích The Best of the Pink Floyd (1970; stereo mix), Relics (1971) a 1967: The First Three Singles (1997), objevila se také na bonusovém CD The Early Singles box setu Shine On (1992) a na třetím bonusovém CD reedice alba The Piper at the Gates of Dawn (2007).
Černobílý videoklip k písni „Paint Box“ pro belgickou televizi RTB byl natočen ve dnech 18. a 19. února 1968 v bruselském Parc de Laekan. Na kytaru zde již hraje David Gilmour, který začátkem téhož roku nahradil Syda Barretta.

## Původní sestava
- Syd Barrett – kytara, vokály
- Rick Wright – piano, zpěv
- Roger Waters – baskytara, vokály
- Nick Mason – bicí, perkuse